# Fritillaria macedonica
Fritillaria macedonica är en liljeväxtart som beskrevs av Joseph Friedrich Nicolaus Bornmüller. Fritillaria macedonica ingår i Klockliljesläktet och i familjen liljeväxter. Inga underarter finns listade.